# Dyscyplina ognia
Dyscyplina ognia - ścisłe przestrzeganie nakazanych terminów i zasad otwarcia, prowadzenia, przenoszenia lub przerwania ognia oraz przestrzegania norm zużycia i odnawiania zapasów amunicji, stosowanie do rodzaju wojsk i ich szczebla organizacyjnego.